# Nicolás Tap

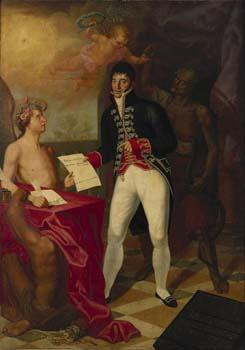
Retrato de Nicolás Tap por Vicente Velázquez Salvador, Valencia, 1816. Museo de Huelva. Vestido con el uniforme de comisario de guerra, a su espalda aparece la Envidia, que lo quiere apuñalar, lo que impide un amorcillo. A su izquierda, ocultándose bajo la mesa, la Intriga trata de impedir que Incógnito escriba el memorial en el que trabaja. Una cartela en el ángulo inferior derecho narra sus méritos: «El Tirano de Europa Napoleón Bonaparte usurpo a España su Rey D Fernando VII de Borbón e invadió todo lo más de sus dominios en el año de 1808. Un hombre desconocido (a quien apellidaron el Incognito) alzó por sí al pueblo de la ciudad de Sevilla y su Reyno, y sin tocar a los caudales públicos ni a los particulares capitaneó la general reunión de tropa y paisanage en la noche del 26 y mañana del 27 de Mayo del dicho año; con cuya fuerza exhoneró al antiguo gobierno hispalense, instaló otro nuevo, estableció la paz con Inglaterra, declaró la guerra a la Francia y ordenó el común armamento en defensa de la Patria contra los Napoleonitas y sus adictos; por cuyos grandes sucesos se detuvo con su ejército invasor el General francés Dupont en Andújar, y por entonces se salvó la patria, como lo testimonió después el Gran triunfo de Baylen La Envidia asestó su invisible puñal contra este heroico español, y lexos de premiar su animosidad, lo obscureció en crueles prisiones por espacio de 20 meses y 5 días: mas la Sabiduría Eterna, que todo lo ve, libertó al inocente por medios tan poderosos como ocultos, y concediéndole la virtud de la Constancia, le inspiró siempre la esperanza de premio. Se puso que el Yncognito de Sevilla era Dn Nicolas Tap y Nuñez de Rendón: el Govierno lo declaró inocente, y principiando su premio por darle libertad, le concedió 12 mil rvs de sueldo anuales, la Graduación de Comisario de Guerra de los Rs Ex.to y muy importantes comisiones. El Genio Historiador (bajo el nombre de Mixtilo Sicuritano) principió a apuntar tan admirables sucesos en loor así de España, como de su Héroe hispalense; pero insistiendo en su encono la Envidia renovó sus amenazas asociándose a la Intriga; usaron se sus artexias hasta sorprender al Govierno y conseguir detener la veraz pluma de Mixtilo ;dejando a la juiciosa curiosidad entristecida al ver el obscuramiento de tan recomendables sucesos para transmitirlo, pues, a la posterioridad del mejor modo posible; se inventó esta alegoría en la ciudad de Valencia a 26 de Mayo de 1816 en memoria de su igual día de 1808. Lo pintó [Vicente Velázquez] Académico de merito de la Rl de Sn Carlos y pensionado por S.Rl.Ml.»

Nicolás Tap y Núñez de Rendón, que usó los seudónimos de Mirtilo Sicuritano, Juan Verdades o el Incógnito (Jerez de la Frontera, 1770-después de 1823 o 1830) fue un político y escritor español.

## Biografía
Era hijo del comerciante catalán Pablo Tap, instalado en Buenos Aires y más tarde establecido en Sevilla. Tuvo una excelente educación. Publicó Idea para un establecimiento de beneficios generales, préstamos públicos y amortización de vales reales presentada con anuencia del consejero de Hacienda D. Manuel Sixto Espinosa al ministro de la misma D. Miguel Cayetano Soler y, con acuerdo de los dos, al Príncipe de la Paz (1800). Tradujo del francés la comedia de Benoît-Joseph Marsolier El contrato anulado (1802) bajo el seudónimo de Mirtilo Sicuritano. Se trasladó a Madrid, pero tras mantener negocios con el francés Rigal, fue denunciado a Manuel Godoy por sedición y encarcelado hasta 1807. Al salir de prisión se dedicó al contrabando; en esa época habían muerto su madre y su esposa, y tenía que mantener a dos hijos.
Fue uno de los líderes del alzamiento en Sevilla contra los franceses durante la Guerra de la independencia de España (1808-1814) desde el 26 de mayo de 1808, y sufragó de su peculio los gastos; pero su carácter demasiado independiente le ganó, según él, la enemiga del conde de Tilly y, por orden de la Junta de Sevilla, fue apresado en junio de 1808 y encarcelado sin juicio, declaración ni proceso alguno con Antonio Esquivel en el castillo de Santi Petri y ahí siguieron pese a sus protestas escritas, aunque fueron trasladados al castillo de Santa Catalina; el motín en Cádiz contra Juan Antonio Fivaller y Bru, marqués de Villel, de febrero de 1809, durante el cual intentaron liberarlo, agravó aún más su situación, pero al fin los exoneraron por no haberse sustanciado causa.
Constituida la Regencia en 1810, fue otra vez a prisión por causa de Tilly en febrero de 1810. En una protesta escrita pide que se le decapite en público o que se le libere; el general Castaños le abrió las puertas de nuevo y le prometió además encarcelar a Tilly. El gobierno lo nombró auditor de guerra y le dio dos comisiones, una de ellas secreta para la que se disfrazó de carbonero a fin de entrar desapercibido en Sevilla y difundir las proclamas subversivas que llevaba en sus sacos; pero el general Francisco Ballesteros sospechó de sus diligencias, lo llamó y lo mandó detener de nuevo; la Regencia le ordenó que lo soltara, pero de nuevo Ballesteros lo volvió a detener. Marchó a Cádiz ante las dificultades contra las que siempre tenía que topar y dio a la estampa sus protestas.  
Publicó en Sevilla el Diario de Juan Verdades (1813), que desde el número 15 pasó a ser redactado por el reaccionario Nicolás Pérez, "el Setabiense"; según Manuel Gómez Imaz también redactó Los Ingleses en España o Postillón de Sevilla (1813), dirigido por el mismo Nicolás Pérez. Luego imprimió el Extraordinario de Madrid en Sevilla de este correo (primer número, el 6 de abril de 1814); en diciembre de 1813 había enfermado de fiebre amarilla, pero consiguió sobrevivir. Preso de nuevo, escribía protestas incansablemente, quizá atacado por la querulomanía. Le reconocieron sus méritos y le dieron el cargo de contador y luego de comisario de guerra, pero alegó estar enfermo y siempre daba problemas a su entorno. Ya en 1814 era un furibundo profernandino. Con el Trienio liberal (1820-1823) volvió a su liberalismo, y publicó Pensamiento patriótico, Valencia, 1821, donde propone un sistema de juntas para averiguar los recursos del país y ajustar los impuestos. Publica La salud del pueblo es la suprema ley, Madrid, 1823 y siete diálogos con el título de Diálogos entre don Justo Claro y don Prudencio Bueno sobre el estado en que se halla la nación, Madrid, 1823, donde se va pasando del tibio constitucionalismo inicial al servilismo más absoluto. Su última obra publicada data de 1831, así que quizá debió fallecer entonces o después.

## Obras
- Idea para un establecimiento de beneficios generales, préstamos públicos y amortización de vales reales presentada con anuencia del consejero de Hacienda D. Manuel Sixto Espinosa al ministro de la misma D. Miguel Cayetano Soler y, con acuerdo de los dos, al Príncipe de la Paz (1800).
- Fundada quexa por infracción de las leyes, y de la Constitución política de la Monarquía Española, al Congreso de Cortes de las Españas; [Cádiz], [s. n.], [1812].
- Diario de Juan Verdades, 1813.
- Al mérito. Oda. Cádiz, 1813.
- Apuntes para la historia de España ó Verdaderos, y únicos principios de la imprevista y milagrosa revolucion de Sevilla, realizada en la noche del 26 de Mayo del año de 1808 / escritos por Mirtilo Sicuritano, imprimió catorce números (Cádiz, Imprenta de Antonio Murgia, 1811). Se reimprimió en Sevilla y Madrid en 1814.
- Diálogo entre Don Justo Claro y Don Prudencio Bueno sobre el estado en que se halla la nacion por Mirtilo Sicuritano. Madrid, Imprenta de J. Ramos y Compañía, 1823 y Madrid: Imp. de Eusebio Aguado, 1823. Son siete diálogos.
- La libertad por Mirtilo Sicuritano, 1830, manuscrito
- Pensamiento patriótico, por Mirtilo Sicuritano. [S.l. : s.n.], 1821 (Imprenta de Muñoz y Compañía)
- La prisión del Príncipe de la Paz, idilio en quince octavas.
- Sentencia del Príncipe de la Paz, décimas.
- Retrato del Príncipe de la Paz, romance endecasílabo.
- El sueño de Mirtilo, romancillo.
- Mis gritos patrióticos
- Proclama del Incógnito.[3][4]